# 마샤이트
마샤이트(Marshite, CuI)는 때때로 구리(Cu) 대신 은(Ag)이 치환된 자연 발생적인 등축정계 할로젠화물 광물이다. 오스트레일리아 브로큰힐의 광상에서 은의 종말원소인 미어사이트와 구리의 종말원소인 마샤이트 사이의 고용체가 발견되었다. 이 광물의 이름은 이를 처음 기술한 오스트레일리아의 광물 수집가인 찰스 W. 마시의 이름에서 유래했다. 마시는 1800년대에 자연 발생적인 요오드화구리(마샤이트)에 주목하며 그 자연 발생을 강조했으며, 일반적으로 실험실에서 합성되는 요오드화구리(I)와 혼동해서는 안 된다.
마샤이트의 특징 중 하나는 공기 노출 전에는 희미한 벌꿀색-노랑을 띠지만, 공기에 노출되면 벽돌-빨강색으로 변한다는 점이다. 마샤이트를 식별하는 데 유용한 또 다른 특징은 단파(SW) 및 장파(LW) 자외선 아래에서 어두운 빨강색으로 형광을 띠는 것이다.

## 지질학적 발생
마샤이트의 표식지는 오스트레일리아 뉴사우스웨일스주 얀코위나군 브로큰힐에 있는 변성된 납-아연-은 광석 광상이다. 이 지역에서 마샤이트와 흔히 함께 발견되는 광물로는 와드, 갈철석, 자연 구리, 적동석, 세루사이트 등이 있다.
마샤이트는 칠레 추키카마타의 초생 광상에서 자연적으로 발생하며, 이 광상은 구리 채굴을 위해 집중적으로 채굴된다. 이 지역의 암석과 광물에 대한 추가 연구에 따르면, 마샤이트와 같은 광물과 흙에서 발견되는 아이오딘 동위원소를 사용하여 초생 광상이 형성된 과정을 이해할 수 있다.
오스트레일리아와 칠레의 여러 지역 외에도 마샤이트는 핀란드, 독일, 러시아, 남아프리카 공화국에서 발견 및 보고되었다. 러시아 알타이 변경주 룹초프스키 지역에서는 마샤이트가 기본 금속 광상에서 미어사이트와 같은 다른 아이오딘이 풍부한 할로젠화물 광물과 함께 발견된다. 마샤이트는 남아프리카 공화국 음푸말랑가주 알버트 은광에서 채굴되는 은 광상에서 다양한 은이 풍부한 광물과 함께 발견된다.

## 관련 문헌
- Palache, P.; Berman H.; Frondel, C. (1960). "Dana's System of Mineralogy, Volume II: Halides, Nitrates, Borates, Carbonates, Sulfates, Phosphates, Arsenates, Tungstates, Molybdates, Etc. (Seventh Edition)" John Wiley and Sons, Inc., New York, pp. 20–22.